# ディディエ・マレルブ
ディディエ・マレルブ（Didier Malherbe、1943年1月22日 - ）は、フランスのジャズ、ロック、ワールドミュージックのミュージシャンであり、ゴングとハドゥク (Hadouk)のバンド・メンバーであり、詩人でもある。
彼が最初に手にした楽器はサクソフォーンだったが、フルート、アルトクラリネット、オカリナ、ラオスのケーン、バウ・フルート、フルス、その他、さまざまな管楽器も演奏している。1995年以来、ドゥドゥクが彼の好みの楽器となっている。

## 略歴

### ゴング以前（1960年-1969年）
ディディエ・マレルブは、チャーリー・パーカーの「Bloomdido」を聴き、13歳でサックスを演奏し始めた。この曲のタイトルが、後に彼のニックネームとして採用された。サックスに関する2年間の正式なトレーニングの後、アルビー・キュラーズ、エディ・ルイス、ジャック・トロなどと一緒にさまざまなパリのジャズ・クラブでジャム・セッションに参加し始めたが…その後、ジャズから離れた。「ルールが多かったので、ビバップに戸惑いまして。その後、フリー・ジャズが到来し、すべてのルールがなくなりました…それで、居場所を探すことにしました」。
1962年、ラヴィ・シャンカルの最初のアルバムを聴いた後、インドに旅行し、そこでバンブー・フルート（竹笛）を知り、インドのバンブー・フルートの一種であるバンスリーの演奏を学んだ。パリに戻っては、ソルボンヌ大学で古代言語を学びながら、クラシック・フルートのレッスンを受けた。1964年から1965年にかけて、彼はモロッコを旅し、タンジールのコミュニティに滞在し、ギタリストのデイヴィ・グレアムなどのヒッピー・ミュージシャンと演奏し、アラブ音楽の要素を吸収していった。
1966年、映画『チャパクア』のサウンドトラックに参加し、ラヴィ・シャンカルにクレジットされ、初めてロック・ミュージックに手を出し、マルク'Oによる成功を呼んだコメディー・ロック『Les Idoles』に「Les Rollsticks」と呼ばれるバンドの一員として出演したときにサックスを電化させた。これは大いに受けて、1968年に長編映画となった。
1968年の夏、マレルブはバレアレス諸島のマヨルカ島に向けて旅立ち、作家ロバート・グレーヴスの所有する避暑地を訪れた。そこではフルート演奏の改善に取り組んだり、1967年後半にフェネトル・ローズ・フェスティバルでのパフォーマンスを行ったソフト・マシーンの元メンバーであるケヴィン・エアーズとデヴィッド・アレンと一緒に時を過ごしたりした。後に彼はこのフェスティバルを「引き金となったイベント」と呼んだ。
1969年、パリに戻った彼は、ラーガ＝ブルース＝フォーク・トリオの「Morning Calm」に参加したり、アメリカのピアニストであるバートン・グリーンとフリー・ジャズを演奏して、BYGレーベルのために録音された彼のアルバムに参加した。同レーベルが最初のゴングのアルバムである『マジック・ブラザー』（1969年）をリリースし、ポップスやジャズなど、さまざまなバックグラウンドのミュージシャンと一緒にマレルブも参加した。

### ゴング・イヤーズ（1969年-1977年）
ゴングは、1969年10月のアムーギーズ・フェスティバルに出演するために本物のバンドと化した。マレルブは、チャーリー・パーカーのスタンダードのタイトルと彼の姓の大まかな英語訳を組み合わせたステージ名「ブルームディド・バッド・デ・グラッセ (Bloomdido Bad De Grasse)」をデヴィッド・アレンから授けられた。
アルバム『カマンベール・エレクトリック』（1971年）と『コンチネンタル・サーカス』（1972年、ジェローム・ラペルザ監督による同名映画のサウンドトラック）は、MJC（若者たちのクラブ）サーキットにおける先駆者として、マグマらと共に、1970年代初頭のフランス・アンダーグラウンド・シーンのキープレーヤーとしてのゴングを形成した。アレンの忠実な右腕であるブルームディドは、バンドの数え切れないほどのラインナップ変更のなかでストイックに生き残り続け、当時新進気鋭だったヴァージン・レーベルからの『フライング・ティーポット』（1973年）、『エンジェルス・エッグ』（1973年）『ユー』（1974年）という「ラジオ・グノーム・インヴィジブル三部作」に続いて1975年にアレン自身が脱退した後も、バンドに残った。マレルブは楽器を電化することで独特のサウンドを実現し、バンドに多くのメロディックなアイデアをもたらした。「私は共同体の精神によって、そういうことが自由に行えたのです。それが、私のキャラクターのひとつとなり、音楽の特徴となったのです。私は自発的な男であり、即興演奏者なのです」。
1975年にアレン、続いてスティーヴ・ヒレッジが脱退した後、ゴングはウェザー・リポートの影響を受けて、フュージョン・スタイル寄りの音楽へと移行した。マレルブは、アルバム『砂の迷宮 - シャマール』（1976年）の「Bambooji」に例示されているように、ワールドミュージックの味を取り入れた。これが、ソロ・アーティストとしての彼のその後の作品への初期の転換点となっている。パーカッション・セクションとアラン・ホールズワースのギターを取り入れた最終ラインナップによるアルバム『ガズーズ!』（1977年）がレコーディングされた。
「彼はこれまでも、そして今もなお、ゴングの歴史において最高のミュージシャンでした。彼は真の名手ですが、決してそれを見せないのです」 - デヴィッド・アレン（1977年）

### ブルーム（1977年-1981年）とファトン・ブルーム（1982年-1987年）
1977年、ディディエ・マレルブは「ブルーム (Bloom)」というバンドを結成した。演奏していたのは「ジャズ・ロックですが、変な拍子記号と、ファンキーなアイデア、クレイジーな歌詞を使って、個人的なやり方でパフォーマンスしていました」。彼らは1978年にその名を冠したアルバムを録音し、バンドは定期的にフランスをツアーした。1981年に、ヤン・エメリック・ヴァーグとのデュオ・ドゥ・バス (Duo du Bas)、およびジャン=フィリップ・リキエルとのデュオ・アドリブ (Duo Adlib)といった、より小さなラインナップに置き換えられた。
1978年、マレルブはジリ・スマイスのチャーリー・レコードからリリースしたアルバム『マザー』で3曲を演奏し、スマイスが「ゴング」の創設者でにしてマレルブの長年の友人であり協力者であったデヴィッド・アレン（現在、癌との闘病の後に亡くなっている）と別れた後、ギタリストのハリー・ウィリアムソンをフィーチャーした「マザー・ゴング」名義で発表された彼女のLP『フェアリー・テイルズ』にも参加した。
1980年、マレルブはおそらく彼の最初のソロ・アルバム『Bloom』を、その時代に共通されるフュージョン・サウンドで録音したが、はっきりとフランスならではのボーカルと芸術的な奇妙さを伴っていた。
1982年、マレルブは、マグマおよびザオの元ピアニストであるファトン・カーン（フランソワ・カーン）とのパートナーシップを開始した。ファトン・カーンが同調したことで、「ファトン・ブルーム (Faton Bloom)」と呼ばれるようになっていったバンドは、レミ・サラザン（ベース）、エリック・ベドゥーシャ（ドラム）、ロジャー・ラスパイルによって完成された。1986年にその名を冠したアルバムが登場し、充実したツアーが行われた。
その間に彼は、歌手のジャック・イジュランと、ステージ（1984年のライブ・アルバム『Casino de Paris』）に加え、スタジオ（1985年のアルバム『Ai』）でも共に仕事した。彼はまた、元ゴングのドラマーであるピップ・パイルが率いるバンド、エキップ・アウトのファースト・アルバムで演奏し、デヴィッド・アレンと一緒にゴングの新しいラインナップに加わってアルバム『Shapeshifter』（1992年）を生み出した。

### ソロ/デュオ（1990年-1998年）
1990年、ディディエ・マレルブは、数千人のキャストに囲まれた彼の最初の真のソロ・アルバム『Fetish』をリリースした。後にアルバムを「非常に散漫だった」と発言している。本作ではとりわけウインドシンセサイザーのヤマハWX7を実験した。
その後、彼はタングラム・レーベルと契約し、1992年に『Zeff』をリリースした。これは重要なもので商業的に大きな成功となった。調和のとれた曲がったPVCパイプであるゼフによるユニークなサウンドは、リドリー・スコット監督の映画『1492 コロンブス』のヴァンゲリスによるサウンドトラックを飾り、公共のテレビ・チャンネル、フランス3で紹介された。
これに、ロイ・アーリッヒ、アンリ・アグネル、シャマル・マイトラを含むカルテットによるアルバム『Fluvius』（1994年）が続いた。1996年、ロイ・アーリッヒとの「ハドゥク (Hadouk)」が誕生。それぞれの敬愛する楽器、グエンブリ・ハジュージ（モロッコのグナワ人のベース）とドゥドゥク（ダブルリードのアルメニアのオーボエ）にちなんで名付けられた。
また、1990年代の間、マレルブはヨーロッパとアメリカの両方で、クラシック・ゴングとツアーを続けた。彼はついに1999年にバンドを脱退したが、DVD『Subterranea』で観られるようなステージや、『Zero To Infinity』および『2032』のようなレコードのどちらにおいても、ゲストとして時おり参加し続けた。また、アルバム『ル・パラス〜きらめきの部屋』でブリジット・フォンテーヌと、1997年のアルバム『Live at the New Morning』でアコースティック・ギタリストのピエール・ベンスーザンと、ツアーやレコーディングを行った。

### ハドゥク・トリオ（1999年-2012年）
1999年、マレルブ / アーリッヒのデュオに、アメリカのパーカッショニストであるスティーヴ・シェハンが加わり、アルバム『Shamanimal』をハドゥク・トリオ (Hadouk Trio)としてリリースした。優れた批評家たちによる評価に助けられ、トリオはナンシー・ジャズ・パルセーションズなどの主要なフェスティバルに出演した。2001年には、彼のドゥドゥクの習得は、アルメニア、次にモスクワとサンクトペテルブルクで開催された国際ドゥドゥク・フェスティバルへのジヴァン・ガスパリアンからの招待を導き出した。
同年、彼はリード楽器のソネットの本『L'Anchedes Métamorphoses』を出版した。それは後に、彼が音楽の合間に詩の朗読を混ぜ合わせたソロ公演になった。
2003年に2枚目のハドゥク・トリオのアルバム『Now』が日の目を見る。このトリオは、ジャズ・スー・レ・ポミエで開催されたサン・セバスチャン・フェスティバルに出演し、2枚組CD『Live à FIP』（2004年）とDVD『Live au Satellit Café』（2005年）という2つのライブ・ドキュメントをリリースした。これが長い付き合いになるナイーブ・レコードからの最初の作品となった。
トリオの3枚目のスタジオ・アルバム『Utopies』（2006年）のリリースは、1970年代のゴングのラインナップによる再結成で最高潮となったアムステルダムのゴング・アンコンベンションへの出演と同時に行われた。2007年5月、パリのキャバレー・ソヴァージュにおける2つのコンサートは、ライブCD/DVD『Baldamore』に記録された。数日後、ハドゥク・トリオはビクトワール・デュ・ジャズのセレモニーで「年間最優秀バンド」賞を受賞した。
このトリオの最終リリースである『Air Hadouk』は、2010年にリリースされた。その後、イギリスとインドをツアーし、パリのジャズ・フェスティバルに出演した。2013年、ナイーブは最初の4枚のハドゥク・トリオによるCDをボックスセットとして再発した。これは、2月2日の伝説的なサル・ガヴォでのコンサートと同時期に行われた。
2010年、ギタリストのエリック・ローラーとデュオを結成し、翌年にはドゥドゥクとの即興によるジャズ・スタンダードをミックスした2枚組CD『Nuit d'Ombrelle』をリリースした。
2012年以来、彼はクラシック・ピアニストのジャン＝フランソワ・ジジェルと共演し、フランス2のテレビ番組『La Boîte à Musique』に出演し、パーカッショニストのジョエル・グラールとのトリオとして「A World Tour In 80 Minutes」と題したライブ演奏を行っている。

### ハドゥク・カルテット（2013年-2020年）
2013年5月、マレルブとロイ・アーリッヒは、クラブ「レ・トリトン」でのレジデントの機会に、ハドゥクの物語に新しい章を開いた。今回は、ギターのエリック・ローラーと、パーカッション&ボーカルのジャン＝リュック・ディ・フレヤとのカルテットであった。カルテットとしてのデビュー・アルバム『Hadoukly Yours』をナイーブ・レコードからリリース。本作では、2つの中国の管楽器（バウとフルス）を追加した。2017年3月には、ナイーブ・レーベルから新作アルバム『Le Cinquieme Fruit』をリリースしている。
2018年2月、ソネットの2冊目の本『Escapade en Facilie』が、出版社ル・カスター・アストラルから出版された。
2018年10月、台湾でのアジア・太平洋伝統芸術フェスティバルにおけるコンサート「Round about Duduk」に参加。

## ディスコグラフィ

### リーダー・アルバム
- Bloom (1980年、EMI-Sonopresse)
- Faton Bloom (1986年、Cryonic) ※with ファトン・カーン
- Saxo Folies (1987年、Koka Media) ※with アーマッド・フライドマン
- Fetish (1990年、Mantra)
- Zeff (1992年、Tangram)
- Fluvius (1994年、Tangram)
- Hadouk (1995年、Tangram) ※with ロイ・アーリッヒ
- Live at New Morning (1997年、Acoustic Music) ※with ピエール・ベンスーザン
- Windprints / L'Empreinte du Vent (2003年、Cezame)
- Carnets d'Asie et d'Ailleurs (2008年、Vox Terrae) ※with ロイ・アーリッヒ
- Nuit d'Ombrelle  (2011年、Naïve) ※with エリック・ローラー
- The Yanqging & the Wind (2021年、Cezame) ※with Yaping Wang

### ゴング
- 『マジック・ブラザー』 - Magick Brother (1969年、BYG)
- 『カマンベール・エレクトリック』 - Camembert Electrique (1971年、BYG)
- 『コンチネンタル・サーカス』 - Continental Circus (1971年、Phillips)
- 『フライング・ティーポット』 - Flying Teapot (1973年、BYG/Virgin)
- 『エンジェルス・エッグ』 - Angel's Egg (1973年、Virgin)
- 『ユー』 - You (1974年、Virgin)
- 『LIVE ETC. (ライヴ)』 - Live etc (1977年、Virgin) ※ライブ
- 『ゴングよ 永遠なれ』 - Gong Est Mort (1977年、Tapioca/Celluloïd) ※ライブ
- 『砂の迷宮 - シャマール』 - Shamal (1976年、Virgin)
- 『ガズーズ!』 - Gazeuse! (1976年、Virgin) ※アメリカ盤『Expresso』のタイトルでも知られる
- 『エクスプレソーII』 - Expresso II (1978年、Virgin)
- 『ライヴ・アット・シェフィールド '74』 - Live at Sheffield '74 (1990年、Mantra) ※ライブ
- 『ライヴ・オ・バタクラン '73』 - Live au Bataclan 1973 (1990年、Mantra) ※ライブ
- Shapeshifter (1992年、Mélodie/Celluloïd)
- Zero to Infinity (2000年、Snapper Music)
- 『2032』 - 2032 (2009年、G-Wave)
- 『リジョイス! アイム・デッド!』 - Rejoice! I'm Dead! (2016年、Madfish)
- Love from the Planet Gong - The Virgin years 1973-75 (2019年、Virgin) ※13枚組ボックスセット

### ハドゥク・トリオ (ディディエ・マレルブ / ロイ・アーリッヒ / スティーヴ・シーン)
- Shamanimal (1999年、Mélodie rééd./Naïve)
- Now  (2002年、Mélodie rééd./Naïve)
- Hadouk Trio Live à FIP (2004年、Mélodie/Abeille Musique)
- Utopies (2006年、Naïve)
- Baldamore (CD+DVD Live au Cabaret Sauvage) (2007年、Naïve)
- Air Hadouk (2010年、Naïve)
- Coffret Intégrale Hadouk Trio (2013年、Naïve)

### ハドゥク・カルテット (ディディエ・マレルブ / ロイ・アーリッヒ / エリック・ローラー / ジャン＝リュック・ディ・フレヤ)
- Hadoukly Yours (2013年、Naïve)
- Le Cinquieme Fruit (2017年、Naïve)

### 参加アルバム
- バートン・グリーン : 『アクアリアーナ』 - Aquariana (1969年、BYG)
- ダシェル・エダヤ : 『オブソリート』 - Obsolete (1971年、Shandar)
- ケヴィン・エアーズ : 『彼女のすべてを歌に』 - Whatevershebringswesing (1972年、Harvest)
- ハットフィールド・アンド・ザ・ノース : 『ハットフィールド&ザ・ノース』 - Hatfield and the North (1974年、Virgin)
- コーマス : 『トゥ・キープ・フロム・クライング』 - To Keep from Crying (1974年、Virgin)
- ロバート・ウッド : Vibrarock (1974年、Polydor)
- クリアライト : 『クリアライト・シンフォニー』 - Clearlight Symphony (1975年、Virgin)
- スティーヴ・ヒレッジ : 『フィッシュ・ライジング』 - Fish Rising (1975年、Virgin)
- クリアライト : 『ヴィジョンズ』 - Visions (1978年、Polydor)
- ピエール・ムーランズ・ゴング : 『ダウンウインド』- Downwind (1979年、Arista)
- ピエール・ムーランズ・ゴング : 『ライヴ』- Live (1980年、Arista)
- マザー・ゴング : Robot Woman 1 (1981年、Butt)
- アンソニー・フィリップス&ハリー・ウィリアムソン : Battle of the Birds (1981年、Ottersongs)
- ピエール・ベンスーザン : 『ソリライ』 - Solilaï (1982年、RCA)
- マザー・ゴング : Robot Woman 2 (1982年、Shanghai)
- リリ・ドロップ : N (1982年、Arabella)
- ジャック・イジュラン : Casino de Paris (1983年、Pathé-Marconi)
- ジャック・イジュラン : Aï (1985年、Pathé-Marconi)
- ピップ・パイルズ・エキップ・アウト : 『エキップ・アウト』 - Pip Pyle’s Equip’Out (1987年、52è Rue Est)
- ミミ・ロレンツィーニ  Orchestra V (1988年、Muséa)
- アンソニー・フィリップス&ハリー・ウィリアムソン : Tarka (1988年、PRT/Baillemont)
- ブリジット・フォンテーヌ : 『フレンチ・コラソン』 - French Corazon (1989年、Midi)
- Un Drame Musical Instantané : Urgent Meeting (1991年、GRRR)
- ショート・ウェーヴ : 『ショート・ウェーヴ・ライヴ』 - Live (1993年、Gimini)
- ロイ・アーリッヒ : Les Îles du Désert (1993年、Tangram)
- リチャード・シンクレア : R.S.V.P. (1994年、Sinclair Songs)
- ジャック・イジュラン : Aux Héros de la Voltige (1994年、EMI)
- ブリジット・フォンテーヌ : 『ル・パラス〜きらめきの部屋』 - Les Palaces (1997年、Virgin)
- ピップ・パイル : 『セヴン・イヤー・イッチ』 - Seven Year Itch (1998年、Voiceprint)
- アニー・ホワイトヘッド - Soupsongs : Soupsongs Live - The Music of Robert Wyatt (2000年、Jazzprint)
- ブリジット・フォンテーヌ : Kekeland (2001年、Virgin)
- エリック・セヴァ : Folklores Imaginaires (2005年、Harmonia Mundi)
- スティーヴ・シェハン : Elevations (2006年、Safar Éditions)
- イン・カフーツ : 『陰謀の理論』 - Conspiracy Theories (2006年、Crescent Discs)
- アレスキ・ベルカセム : Le Triomphe de l'Amour (2010年、Universal)
- クリアライト : Impressionist Symphony (2014年、Gonzo Multimedia)
- パスカル・オビスポ : Jésus de Nazareth à Jérusalem (2017年、Sony)
- ヘンド・ズアリ : Bledi (2017年、Diwan Musik Company)
- ヤン・シューマッハー : Tara (2017年、Jazzenvue)
- カトリーヌ・ララ : Bô,le Voyage Musical (2018年、Warner)
- ALULA : Héliotropiques (2021年)

## フィルモグラフィ
- 『チャパクア』 - Chappaqua (1967年) ※コンラッド・ルークス監督、音楽・ラヴィ・シャンカル
- 『アイドルたち』 - Les Idoles (1968年) ※マルク'O監督、音楽・ステファン・ヴィラール、パトリック・グルセイ
- Continental Circus (1972年) ※ジェローム・ラペルザ監督、音楽・ゴング
- Le Grand Départ (1972年) ※マルシャル・レイス監督、音楽・ゴング
- 『1492 コロンブス』 - 1492 : Christophe Colomb (1992年) ※リドリー・スコット監督、音楽・ヴァンゲリス
- Les Quatre Saisons d'Espigoule (1999年) ※クリスチャン・フィリベール監督、音楽・ミシェル・コーブ
- 『キリクと魔女2 4つのちっちゃな大冒険』 - Kirikou et les Bêtes sauvages (2005年) ※ミッシェル・オスロ監督、音楽・マヌ・ディバンゴ
- Sa Majesté Minor (2006年) ※ジャン＝ジャック・アノー監督、音楽・ハビエル・ナバレーテ
- 『The Lady アウンサンスーチー ひき裂かれた愛』 - The Lady (2010年) ※リュック・ベッソン監督、音楽・エリック・セラ
- 『リアリティのダンス』 - La danza de la realidad (2013年) ※アレハンドロ・ホドロフスキー監督、音楽・アダン・ホドロフスキー
- 『カンタベリー・テイルズ ロマンティック・ウォーリアーズIII』 - Romantic Warriors III: Canterbury Tales (2015年) ※ドキュメンタリー
- Les Survivants (2021年) ※ギョーム・ルニュソン監督、音楽・オリヴィエ・ミリトン